# Juan Bautista Perales
Juan Bautista Perales y Boluda (Mogente, 1837-Barcelona, 1904) fue un historiador, novelista y periodista español.

## Biografía
Nacido en la localidad valenciana de Mogente el 4 de agosto de 1837, se licenció en Letras. En 1878 era redactor en Madrid de La Gaceta Popular, más tarde lo fue de varios periódicos valencianos, y desde la fundación de El Noticiero Universal de Barcelona, perteneció a la redacción del mismo. Colaboró en otras publicaciones periódicas como La Ilustración Católica (1877-), La Niñez (1879-1883), Barcelona Cómica (1894-1896), El Gato Negro (1897-1898), Pluma y Lápiz (1902) u Hojas Selectas (1903), entre otras. Fue autor de obras como La prostitución y las casas de juego (1872). Una de sus obras más destacadas es la reedición ampliada de los tres volúmenes de Décadas de la Historia de la Insigne y Coronada Ciudad y Reino de Valencia (1880), cuya primera edición había publicado Gaspar Juan Escolano en el siglo XVII. Falleció en Barcelona en septiembre de 1904.